# Mario Capecchi
(Motivazione per il Premio Nobel per la medicina 2007)
Mario Renato Capecchi (Verona, 6 ottobre 1937) è un genetista italiano naturalizzato statunitense, premio Nobel per la medicina nel 2007.

## Biografia

### Infanzia
Mario Capecchi nacque a Verona dalla relazione non coniugale tra il militare Luciano Capecchi (originario di Reggio Emilia e di origine toscana) e la poetessa e docente universitaria Lucy Ramberg (nativa di Firenze, figlia dell'archeologo tedesco Walter Ramberg e della pittrice statunitense Lucy Dodd).
Vi sono varie incertezze sulle vicende della sua infanzia, alimentate da lacune documentarie e dalle incongruenze nelle dichiarazioni sue e dei suoi familiari: secondo alcune fonti nel 1940 il padre sarebbe stato inviato in Libia come pilota o mitragliere, rimanendovi disperso durante le operazioni della campagna del Nordafrica. Altri documenti invece sostengono che egli sopravvisse al conflitto, riuscendo nel 1942 a far ritorno nella natia Reggio Emilia.
Nel 1939 la madre (che si era trasferita col piccolo Mario a Costalovara di Renon, in Alto Adige, forse inizialmente insieme al padre Luciano, che nel 1937 risultava impiegato al locale ufficio telegrafico) aveva dato alla luce una seconda figlia, Marlene Lucy, avuta da una relazione con un altro uomo: non potendo tuttavia farsi carico del suo mantenimento, nel 1941 la diede in adozione ai coniugi Massimo Bonelli (di professione ferroviere) e Luigia Linder, i quali si trasferirono poi a Villaco, in Austria. Marlene Bonelli crebbe dunque come cittadina austriaca: i due fratellastri riuscirono a rintracciarsi solo nel 2007 grazie alle indagini dei giornalisti Stephan Pfeifhofer e Isabelle Hansen, redattori del quotidiano "Dolomiten", per poi incontrarsi un anno dopo sempre a Renon.
Intanto Lucy Ramberg, già solita intrattenere relazioni con circoli poetici francesi antifascisti, dopo l'emanazione delle leggi razziali aveva iniziato a scrivere e pubblicare opuscoli antifascisti e antitedeschi. Quando Mario aveva cinque anni, la madre fu arrestata dalla Gestapo e trasferita dapprima a Perugia, quindi nel Reich come prigioniera politica. Le fonti sono discordi sui luoghi ove venne reclusa: è pressoché accertato che passò per Monaco di Baviera e Capecchi ne ipotizzò l'internamento nel lager di Dachau, laddove tuttavia mancano riscontri certi sulla veridicità del fatto; Lucy Ramberg, dal canto suo, rifiutò sempre di parlare della sua prigionia e lo stesso Capecchi, in un'intervista all'Associated Press, disse che la prigionia aveva scosso la madre, al punto da indurla in confusione tra fatti realmente accaduti e immaginari.
Presentendo il rischio di essere fermata, poco prima della deportazione la madre era riuscita ad affidare Mario ad una famiglia di contadini a sud di Bolzano, cui aveva dato i mezzi economici per mantenere suo figlio. Ma le ristrettezze del tempo di guerra consumarono rapidamente il denaro destinato al bambino, che venne quindi abbandonato dopo un anno dalla famiglia adottiva. Il piccolo Mario iniziò quindi a trascorrere un'esistenza da vagabondo nel nord-est italiano, fino ad entrare in una banda di ragazzini di strada, che sopravvivevano rubacchiando. I documenti dimostrano che nel luglio 1942 riuscì a raggiungere Reggio Emilia, dove probabilmente per qualche tempo si riunì al padre Luciano, che tuttavia pare non si mostrò interessato a occuparsi di lui, che continuò a vivere di espedienti.
Nel 1945 incominciò a stare male e contrasse il tifo: fu però raccolto da uno sconosciuto, che impietosito lo fece ricoverare in un sanatorio nella città emiliana. Qui, nel 1946, riuscì a ricongiungersi alla madre, che a seguito della capitolazione tedesca aveva fatto ritorno in Italia.

### In America
All'età di 8 anni Mario Capecchi si trasferì negli Stati Uniti insieme alla madre, grazie al fratello di lei, Edward, che insegnava fisica all'Università di Princeton ed era collega di Albert Einstein. Mentre la madre incominciava a lavorare come interprete negli ospedali del New Jersey e di New York, lui iniziò a studiare proprio nella "Grande Mela", per poi trasferirsi nell'Ohio, dove frequentò l'università presso il piccolo Antioch College e conseguì la laurea in chimica e fisica. Fu poi ammesso all'Università di Harvard, dove conseguì il PhD in Biofisica nel 1967 e, soprattutto, ebbe modo di incontrare uno degli scopritori della struttura del DNA, James Watson, vincitore del Premio Nobel per la medicina nel 1962, che fu suo supervisore per la tesi.
Nel 1969 divenne assistente alla cattedra presso il Dipartimento di Biochimica della Harvard School of Medicine. Nel 1971 fu nominato professore associato. Nel 1973 si spostò all'Università dello Utah. Dal 1988 Capecchi collabora anche con l'Howard Hughes Medical Institute. È inoltre membro della National Academy of Science, Distinguished Professor all'Università statale di Salt Lake City (città presso la quale si è stabilito) e fa parte della Fondazione Italia USA.

## Gli studi
Capecchi, insieme ai colleghi Martin Evans e Oliver Smithies, è stato insignito del Premio Nobel per la Medicina del 2007 per la messa a punto di tecniche che, attraverso l'utilizzo di cellule staminali embrionali, permettono di generare animali caratterizzati dall'assenza di uno specifico gene. Queste tecniche, dette di gene targeting, hanno portato i tre biologi alla messa a punto del primo topo knockout, nel quale alcuni specifici geni sono stati resi inoperativi. L'assegnazione del Nobel non ha dunque colto di sorpresa la comunità scientifica, che già da tempo utilizzava la sua tecnica di gene targeting per "costruire" topi portatori di mutazioni genetiche. Tale approccio si è rivelato di fondamentale importanza per lo studio in vivo della funzione dei geni, ed ha avuto un grande successo nella comunità scientifica. Quindi il gene targeting sta contribuendo in modo significativo allo studio di molte malattie come il cancro, oltre che allo studio dei processi di embriogenesi, ed alle discipline dell'immunologia e della neurobiologia.
Capecchi ha anche svolto un'analisi sistematica della famiglia genica Hox nei topi. Tale famiglia genica gioca un ruolo chiave nel controllo dello sviluppo embrionale di tutti gli animali multicellulari.

## Riconoscimenti
- nel 1996 gli è stato assegnato il Premio Kyōto per le scienze di base
- nel 1997 gli è stata assegnata la Medaglia Franklin[7]
- nel 2001 è stato premiato con la National Medal of Science[8]
- nel 2002 insieme al collega Oliver Smithies, fu insignito del Premio Wolf per la medicina
- nel 2002 ha ricevuto il John Scott Awards[9]
- nel 2003 ha ricevuto il Premio Internazionale Fondazione Pezcoller-AACR per risultati straordinari nella Ricerca sul Cancro [10]
- nel febbraio 2004 l'Università di Firenze lo ha insignito della laurea honoris causa in Medicina e Chirurgia
- nel 2007 gli stato assegnato il Premio Nobel per la Medicina
- il 12 maggio 2007 la Facoltà di Medicina dell'Università di Bologna lo ha insignito dottore honoris causa in "Biotecnologie mediche"
- nel 2012 gli è stato assegnato il Nettuno d'oro
- il 6 aprile 2017 l'Università di Pavia gli ha assegnato la Medaglia Teresiana, prestigioso riconoscimento dell'Ateneo Pavese.

## Nei media
Nel 2022 esce il film ispirato alla vita di Capecchi Hill of Vision, diretto da Roberto Faenza.